# Märkjärvi (Heinola)
Märkjärvi est un lac situé dans le village de Paistjärvi à Heinola et dans le quartier de Jaala à Kouvola en Finlande,.

## Géographie
La surface du lac Märkjärvi est de 93 hectares et il mesure 1,6 kilomètre de long et 1,2 kilomètre de large. 
Son littoral mesure 7,0 kilomètres de long.
L'eau du lac est à 96,2 mètres d'altitude,.
Le lac Märkjärvi est inclus dans un projet régional de lutte contre l'eutrophisation des lacs.

## Hydrographie
Le lac Märkjärvi fait partie du bassin versant du fleuve Kymijoki.